# 1267
- Wikisource

| Calendário gregoriano                                                        | 1267 MCCLXVII                                        |
| Ab urbe condita                                                              | 2020                                                 |
| Calendário arménio                                                           | 716 – 717                                            |
| Calendário bahá'í                                                            | -577 – -576                                          |
| Calendário budista                                                           | 1811                                                 |
| Calendário chinês                                                            | 3963 – 3964 Início a 27 de janeiro (aproximadamente) |
| Calendário copta                                                             | 983 – 984                                            |
| Calendário etíope                                                            | 1259 – 1260                                          |
| Calendários hindus - Vikram Samvat - Calendário nacional indiano - Cáli Iuga | 1322 – 1323 1188 – 1189 4367 – 4368                  |
| Calendário Holoceno                                                          | 11267                                                |
| Calendário islâmico                                                          | 665 – 666                                            |
| Calendário judaico                                                           | 5027 – 5028                                          |
| Calendário persa                                                             | 645 – 646                                            |
| Calendário rúnico                                                            | 1517                                                 |
| Calendário solar tailandês                                                   | 1810                                                 |

1267 (MCCLXVII, na numeração romana) foi um ano comum do século XIII do Calendário Juliano, da Era de Cristo, a sua letra dominical foi B (52 semanas), teve início a um sábado e terminou também a um sábado.
No reino de Portugal estava em vigor a Era de César que já contava 1230 anos.
| Ano completo                   |
| ------------------------------ |
| Ano comum com início ao sábado |

## Eventos
- 16 de Fevereiro - Assinada por Afonso III de Portugal e Afonso X de Castela a Convenção de Badajoz, que define as fronteiras divisórias entre os reinos de Portugal e Leão. Garantida, pela Convenção, a soberania portuguesa do Algarve.
- O Império Mongol constrói uma capital em Beijing.
- Assinatura do tratado de Badajoz, que estabelece as fronteiras entre Portugal e Castela.
- Roger Bacon envia ao papa Clemente IV o conjunto dos seus principais escritos conhecidos como a Obra principal, em latim Opus majus, onde também defende uma reforma do calendário.

## Nascimentos
- Go-Uda, imperador do Japão (m. 1324).
- Giotto di Bondone, pintor e arquitecto italiano. (m. 1337).

## Mortes
- Janeiro - Berque, cã da Horda de Ouro.
- Alain II de Avaugour, Barão Mayenne, (n. 1227).